# 马西伊昂维莱特
马西伊昂维莱特（法語：Marcilly-en-Villette，法語發音：[maʁsiji ɑ̃ vilɛt]）是法国卢瓦雷省的一个市镇，位于该省南部偏西，属于奥尔良区。

## 地理
马西伊昂维莱特（47°45'51"N, 2°1'19"E）面积62.66 平方千米，位于法国中央-卢瓦尔河谷大区卢瓦雷省，该省份为法国中北部省份，北起埃松省，西北接厄尔-卢瓦省，西南接卢瓦-谢尔省，南至涅夫勒省和谢尔省，东临约讷省，东北接塞纳-马恩省。
与马西伊昂维莱特接壤的市镇（或旧市镇、城区）包括：圣欧班堡、梅内斯特罗-昂维莱特、圣西尔昂瓦勒、桑迪永、维埃纳昂瓦勒。
马西伊昂维莱特的时区为UTC+01:00、UTC+02:00（夏令时）。

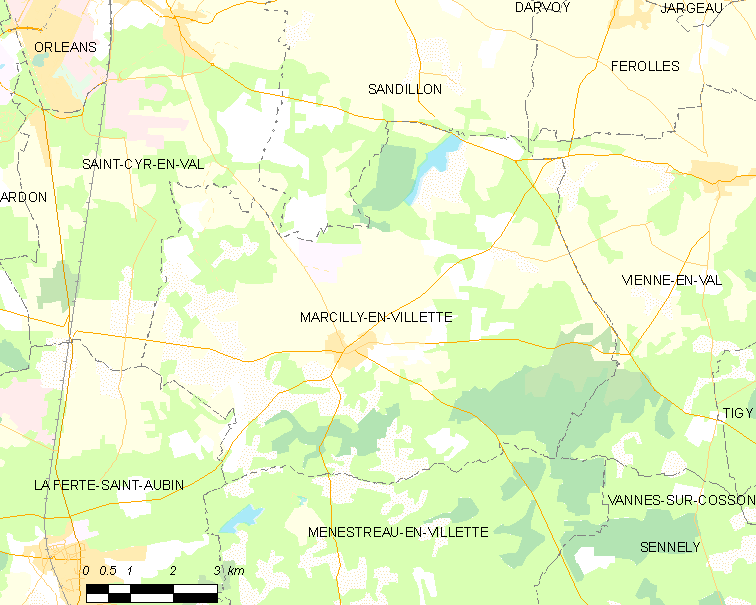
马西伊昂维莱特的OSM定位图

## 行政
马西伊昂维莱特的邮政编码为45240，INSEE市镇编码为45193。

## 政治
马西伊昂维莱特所属的省级选区为圣欧班堡县。

## 交通
卢瓦雷省省道D7线、D64线、D108线和D921线在境内交汇。

## 人口

1962-2008年间马西伊昂维莱特人口变化图示

马西伊昂维莱特于2022年1月1日时的人口数量为2185人。